# أندري ماركوف (لاعب هوكي الجليد)
أندري ماركوف هو لاعب هوكي الجليد كندي، ولد في 20 ديسمبر 1978 في فوسكريسينسك في روسيا.

## وصلات خارجية
- أندري ماركوف على موقع دوري الهوكي الوطني (الإنجليزية)
- أندري ماركوف على موقع قاعة مشاهير الهوكي (لاعب أن.إتش.أل) (الإنجليزية)
- أندري ماركوف على موقع دوري الهوكي للقارات (الإنجليزية)
- أندري ماركوف على موقع EliteProspects.com (الإنجليزية)
- أندري ماركوف على موقع Eurohockey.com (الإنجليزية)
- أندري ماركوف على موقع HockeyDB.com (الإنجليزية)
- أندري ماركوف على موقع Hockey-Reference.com (الإنجليزية)
- أندري ماركوف على موقع أوليمبيديا (الإنجليزية)